# Chromomastax tanaensis
Chromomastax tanaensis is een rechtvleugelig insect uit de familie Euschmidtiidae. De wetenschappelijke naam van deze soort is voor het eerst geldig gepubliceerd in 1954 door Kevan.